# ホワイト・ノイズ (バンド)
ホワイト・ノイズ（White Noise）は、1968年にロンドンで結成されたイングランドの実験的な電子音楽バンドである。物理学と電子工学のバックグラウンドを持つクラシック・ベース奏者であるアメリカ生まれのデヴィッド・ヴォーハウスが、BBCレディオフォニック・ワークショップの音響科学者であったデリア・ダービーシャーによる講演会に出席した後に結成した。電子音楽プロジェクト「ユニット・デルタ・プラス (Unit Delta Plus)」の元メンバーであったダービーシャーとブライアン・ホジソンが、ヴォーハウスと合流することでバンドを結成した。

## 略歴

### アルバム『エレクトリック・ストーム』
1969年6月、ホワイト・ノイズは画期的なアルバムである『エレクトリック・ストーム』をアイランド・レコードからリリースした。このアルバムは、さまざまなテープ操作技術を駆使して作成され、最初の英国製シンセサイザーであるEMS Synthi VCS3を使用している。多くの独特なポイントの中でも、アルバム最初のトラック「Love Without Sound」は、ヴァイオリンとチェロの音を作成するためにヴォーハウスの演奏するダブルベースをスピードアップしたテープ編集が採用されている。当初、アイランド・レコードで商業的な成功を手にしてはいなかったが、アルバムは今日では電子音楽史において重要かつ影響力のあるアルバムと見なされており、ジ・オーブやジュリアン・コープなどの現代アーティストによってその名をチェックされ、Broadcast、Add N to（X）、Secret Chiefs 3といったバンドらの現代的なライブ演奏に影響を与えている。スペースメン3のピーター・ケンバーは、2004年にキュレーションを担当したコンピレーション・アルバム『Spacelines』に、ホワイト・ノイズの楽曲「Firebird」を収めた。

### アルバム『ホワイト・ノイズII』以降
他のプロジェクトを追求するためにダービーシャーとホジソンが脱退したのに続いて、ヴォーハウスは1974年にヴァージン・レコードから『ホワイト・ノイズII (White Noise 2 - Concerto for Synthesizer)』をセカンド・アルバムとしてリリースした。録音は北ロンドンのカムデンにある彼自身のスタジオで行われた。このアルバムでは、EMS VCS 3とプロトタイプのシーケンサーをさらに活用している。3枚目のアルバム、1曲の「スペース・ファンタジー」のようでもある『White Noise 3 - Re-Entry』は、1980年にパルス・レコードによってリリースされた。サンプリングを組み込んで、大気に広がるようなアルバム『White Noise 4 - Inferno』（AMPミュージック、1990年）、ヴォーハウスが「ダーク・アンビエント」と呼んだ実験作『White Noise 5 - Sound Mind』（AMPミュージック、2000年）という、さらに2枚のアルバムがリリースされた。
「テレビ番組の『トップ・オブ・ザ・ポップス』には出演できないことを意味しますが、このカテゴリは、私の好きだったカントリーやウエスタンといった他のジャンルに再定義できないものであり、その上で再定義できるほどの十分な幅広さがあると感じました。実験の余地がたくさんあるのです。『Dark Matter』という1曲においては、認識できるものはすべて排除して何もありません。調和も、ピッチも、リズムもありません。暗くて星すら見えません」。
ホワイト・ノイズは現在、デヴィッド・ヴォーハウスとマイク・ペインターからなるデュオをラインナップとして、英国および他のヨーロッパ諸国で定期的に演奏している。

## メンバー

### 現在のメンバー
- デヴィッド・ヴォーハウス (David Vorhaus) - エフェクト (1968年– )
- マイク・ペインター (Mike Painter) - エレクトロニクス (2011年– )

### 旧メンバー
- デリア・ダービーシャー (Delia Derbyshire) - エレクトロニクス (1968年–1969年)
- ブライアン・ホジソン (Brian Hodgson) - エレクトロニクス (1968年–1969年)
- ポール・リットン (Paul Lytton) - パーカッション (1968年–1969年)
- ジョン・ホイットマン (John Whitman) - ボーカル (1968年–1969年)
- アニー・バード (Annie Bird) - ボーカル (1968年–1969年)
- ヴァル・ショウ (Val Shaw) - ボーカル (1968年–1969年)
- マーク・ジェンキンス (Mark Jenkins) - エレクトロニクス (2005年–2011年)

## ディスコグラフィ

### アルバム
- 『エレクトリック・ストーム』 - An Electric Storm (1969年)
- 『ホワイト・ノイズII』 - White Noise 2 - Concerto for Synthesizer (1974年)
- White Noise 3 - Re-Entry (1980年)
- White Noise 4 - Inferno (1990年)
- White Noise 5 - Sound Mind (2000年)
- White Noise 5.5 - White Label (2006年)